# Плавання на літніх Олімпійських іграх 1896
Змагання з плавання в рамках перших сучасних літніх Олімпійських ігор пройшли 11 квітня 1896 року. Було розіграно медалі в 4 дисциплінах.

## Представництва країн
Загалом у змаганнях взяло участь 13 атлетів з 4 країн світу:
- Австрія (2)
- Греція (9)
- США (1)
- Угорщина (1)

## Медалі
Міжнародний олімпійський комітет призначив ці медалі спортсменам вже згодом, оскільки на той час переможці отримували у винагороду срібні медалі, а наступні місця не одержували нагород зовсім.
| Дисципліни                                        | Золото                  | Срібло                 | Бронза                  |
| ------------------------------------------------- | ----------------------- | ---------------------- | ----------------------- |
| 100 метрів вільним стилем, чоловіки               | Альфред Хайош (HUN)     | Отто Гершман (AUT)     | —                       |
| 500 метрів вільним стилем, чоловіки               | Пол Нойман (AUT)        | Антоніос Пепанос (GRE) | Ефстатіос Хорафас (GRE) |
| 1200 метрів вільним стилем, чоловіки              | Альфред Хайош (HUN)     | Іоанніс Андреу (GRE)   | Ефстатіос Хорафас (GRE) |
| 100 метрів вільним стилем поміж моряків, чоловіки | Іоанніс Малокініс (GRE) | Спірідон Хасапіс (GRE) | Деметріос Дрівас (GRE)  |

## Залікова таблиця
(Жирним виділено найбільшу кількість медалей певного ґатунку.)
| Місце | Країна   | Золото | Срібло | Бронза | Загалом |
| ----- | -------- | ------ | ------ | ------ | ------- |
| 1     | Угорщина | 2      | 0      | 0      | 2       |
| 2     | Греція   | 1      | 3      | 2      | 6       |
| 3     | Австрія  | 1      | 1      | 0      | 2       |